# Сова Віра Леонтіївна
Віра Леонтіївна Сова (Потась) (6 червня 1928, село Розумівка, тепер Запорізького району Запорізької області — 11 вересня 2011, місто Запоріжжя Запорізької області) — українська радянська діячка, новатор сільськогосподарського виробництва, ланкова колгоспу імені Орджонікідзе Верхньохортицького району, агроном Біленьківської МТС Верхньохортицького району Запорізької області. Депутат Верховної Ради УРСР 4-го скликання. Герой Соціалістичної Праці (28.02.1949).

## Біографія
Народилася у селянській родині Леонтія Сови.
У 1944—1952 роках — їздова, колгоспниця, ланкова колгоспу імені Орджонікідзе села Розумівки Верхньохортицького району Запорізької області. Брала участь у земляних роботах із відновлення Дніпровської гідроелектростанції. У 1948 році ланка Віри Сови зібрала урожай соняшника 25,1 центнера з гектара на площі 10 гектарів. Збирала також високі урожаї кукурудзи.
Закінчила вечірню школу. Член ВЛКСМ.
У вересні 1952—1954 роках — студентка відділення рільництва Ногайського (Приморського) сільськогосподарського технікуму Запорізької області. Під час навчання у технікумі відзначилася на збиранні бавовни у колгоспах Приморського району Запорізької області.
Член КПРС.
У 1954—1955 роках — агроном Біленьківської (Білянської) машино-тракторної станції (МТС) Верхньохортицького району Запорізької області.
У 1957 році закінчила Ленінградський інститут прикладної зоології і фітопатології, здобула спеціальність агронома-ентомолога.
У 1958—1984 роках — агроном, економіст, інженер інформаційно-диспетчерського пункту управління «Райсільгосптехніка» Запорізького району Запорізької області.
З 1984 року — на пенсії у місті Запоріжжі.

## Нагороди
- Герой Соціалістичної Праці (28.02.1949)
- орден Леніна (28.02.1949)
- медаль «За трудову доблесть» (27.02.1948)
- медалі
- почесна грамота ЦК ЛКСМУ